# Onur Dogan
Onur Dogan (Çanakkale, 8 settembre 1987) è un calciatore turco naturalizzato taiwanese, attaccante svincolato.